# Ángel Fernández (piłkarz ręczny)
Ángel Fernández Pérez (ur. 16 września 1988 w Santander) – hiszpański piłkarz ręczny, lewoskrzydłowy, od sezonu 2021/22 jest zawodnikiem FC Barca Lassa.
Reprezentant Hiszpanii, złoty medalista mistrzostw Europy w Chorwacji (2018).

## Kariera klubowa
Piłkę ręczną zaczął trenować w 1994 w klubie SDC Astillero, z którego w 2006 trafił do CB Cantabrii. W latach 2008–2013 występował w CD Torrebalonmano.
W latach 2013–2018 był zawodnikiem Naturhouse La Rioja, z którym zdobył trzy srebrne i jeden brązowy medal mistrzostw Hiszpanii. W sezonie 2013/2014 rozegrał w lidze ASOBAL 30 meczów i rzucił 116 bramek, zaś w Lidze Mistrzów wystąpił w 10 spotkaniach, w których zdobył 41 goli (najlepszy wynik w drużynie). W sezonie 2014/2015 rozegrał w hiszpańskiej ekstraklasie 30 meczów i rzucił 111 bramek, natomiast w LM wystąpił w 12 spotkaniach, w których zdobył 42 gole.
W sezonie 2015/2016, w którym rozegrał 30 meczów i zdobył 167 goli, zajął 4. miejsce w klasyfikacji najlepszych strzelców ligi hiszpańskiej, a także został wybrany najlepszym lewoskrzydłowym rozgrywek. Ponadto wystąpił w 12 spotkaniach Ligi Mistrzów, w których rzucił 57 bramek. W sezonie 2016/2017, w którym rozegrał 27 meczów i zdobył 149 goli, zajął 5. miejsce w klasyfikacji najlepszych strzelców ligi ASOBAL i ponownie został uznany najlepszym lewoskrzydłowym rozgrywek. W sezonie 2016/2017 był także najlepszym strzelcem swojej drużyny w Lidze Mistrzów, w której rozegrał 11 spotkań i rzucił 61 bramek. W sezonie 2017/2018, w którym rozegrał 28 meczów i zdobył 174 gole, po raz trzeci został uznany za najlepszego lewoskrzydłowego ligi ASOBAL.
W lipcu 2018 przeszedł do Vive Kielce, z którym podpisał trzyletni kontrakt. W kieleckim zespole zadebiutował 31 sierpnia 2018 w wygranym spotkaniu z Gwardią Opole (36:26), w którym rzucił trzy bramki. W sezonie 2018/2019, w którym wywalczył z Vive mistrzostwo Polski, rozegrał w Superlidze 31 meczów i zdobył 124 gole oraz otrzymał nominację do nagrody dla najlepszego skrzydłowego rozgrywek. Ponadto wystąpił w 20 spotkaniach Ligi Mistrzów, w których rzucił 39 bramek.

## Kariera reprezentacyjna
W reprezentacji Hiszpanii zadebiutował 29 kwietnia 2015 w meczu z Niemcami (28:29). W 2017 uczestniczył w mistrzostwach świata we Francji, podczas których rozegrał siedem meczów i zdobył 25 goli. Został także wybrany najlepszym graczem spotkania grupowego z Angolą (42:22), w którym rzucił dziewięć bramek.
W 2018 zdobył złoty medal mistrzostw Europy w Chorwacji. W pierwszym meczu turnieju z Czechami (32:15), w którym zagrał przez ok. dziewięć minut i rzucił dwie bramki, doznał kontuzji kolana, która wykluczyła go z dalszego udziału w mistrzostwach (w kadrze zastąpił go Aitor Ariño). W 2019 uczestniczył w mistrzostwach świata w Danii i Niemczech, w których rozegrał dziewięć spotkań i zdobył 15 goli.

## Sukcesy
Vive Kielce
- Mistrzostwo Polski: 2018/2019
- Puchar Polski: 2018/2019

Reprezentacja Hiszpanii
- Mistrzostwo Europy: 2018

Indywidualne
- Najlepszy lewoskrzydłowy ligi ASOBAL: 2015/2016[6], 2016/2017[8], 2017/2018[9]
- 2. miejsce w klasyfikacji najlepszych strzelców ligi ASOBAL: 2017/2018 (174 bramki; Naturhouse La Rioja)[17]
- 4. miejsce w klasyfikacji najlepszych strzelców ligi ASOBAL: 2015/2016 (167 bramek; Naturhouse La Rioja)[5]
- 5. miejsce w klasyfikacji najlepszych strzelców ligi ASOBAL: 2016/2017 (149 bramek; Naturhouse La Rioja)[7]

## Statystyki
| Klub                            | Sezon     | Liga      | Liga | Liga | Liga |   | Puchar Polski | Puchar Polski | Puchar Polski |    | EHF | EHF | EHF | EHF |     | Razem | Razem | Razem |
| Klub                            | Sezon     | Liga      | M    | B    | Śr.  | M | B             | Śr.           | M             | B  | EHF | Śr. | M   | B   | Śr. |       |       |       |
| ------------------------------- | --------- | --------- | ---- | ---- | ---- | - | ------------- | ------------- | ------------- | -- | --- | --- | --- | --- | --- | ----- | ----- | ----- |
| Naturhouse La Rioja             | 2013/2014 | ASOBAL    | 30   | 116  | 3,9  | – | –             | –             | Liga Mistrzów | 10 | 41  | 4,1 | 40  | 157 | 3,9 |       |       |       |
| Naturhouse La Rioja             | 2014/2015 | ASOBAL    | 30   | 111  | 3,7  | – | –             | –             | Liga Mistrzów | 12 | 42  | 3,5 | 42  | 153 | 3,6 |       |       |       |
| Naturhouse La Rioja             | 2015/2016 | ASOBAL    | 30   | 167  | 5,6  | – | –             | –             | Liga Mistrzów | 12 | 57  | 4,8 | 42  | 224 | 5,3 |       |       |       |
| Naturhouse La Rioja             | 2016/2017 | ASOBAL    | 27   | 149  | 5,5  | – | –             | –             | Liga Mistrzów | 11 | 61  | 5,6 | 38  | 210 | 5,5 |       |       |       |
| Naturhouse La Rioja             | 2017/2018 | ASOBAL    | 28   | 174  | 6,2  | – | –             | –             | Puchar EHF    | 2  | 9   | 4,5 | 30  | 183 | 6,1 |       |       |       |
| Razem                           | Razem     | Razem     | 145  | 717  | 4,9  | – | –             | –             | –             | 47 | 210 | 4,5 | 192 | 927 | 4,8 |       |       |       |
| Vive Kielce                     | 2018/2019 | Superliga | 31   | 124  | 4    | 2 | 2             | 1             | Liga Mistrzów | 20 | 39  | 2   | 53  | 165 | 3,1 |       |       |       |
| Stan na koniec sezonu 2018/2019 |           |           |      |      |      |   |               |               |               |    |     |     |     |     |     |       |       |       |